# Collier émetteur
Pour les articles homonymes, voir Collier (homonymie).

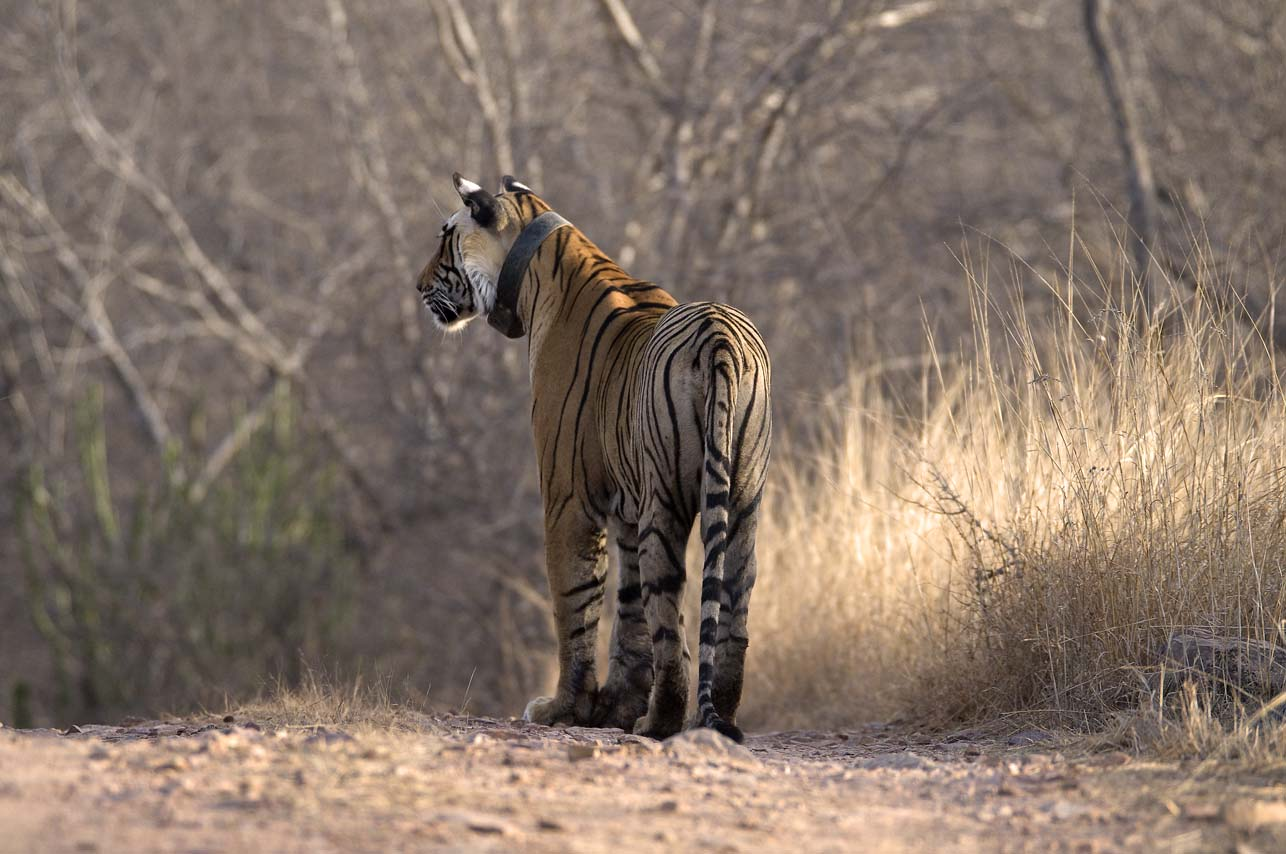
Tigresse au Parc national de Ranthambore portant un collier émetteur.

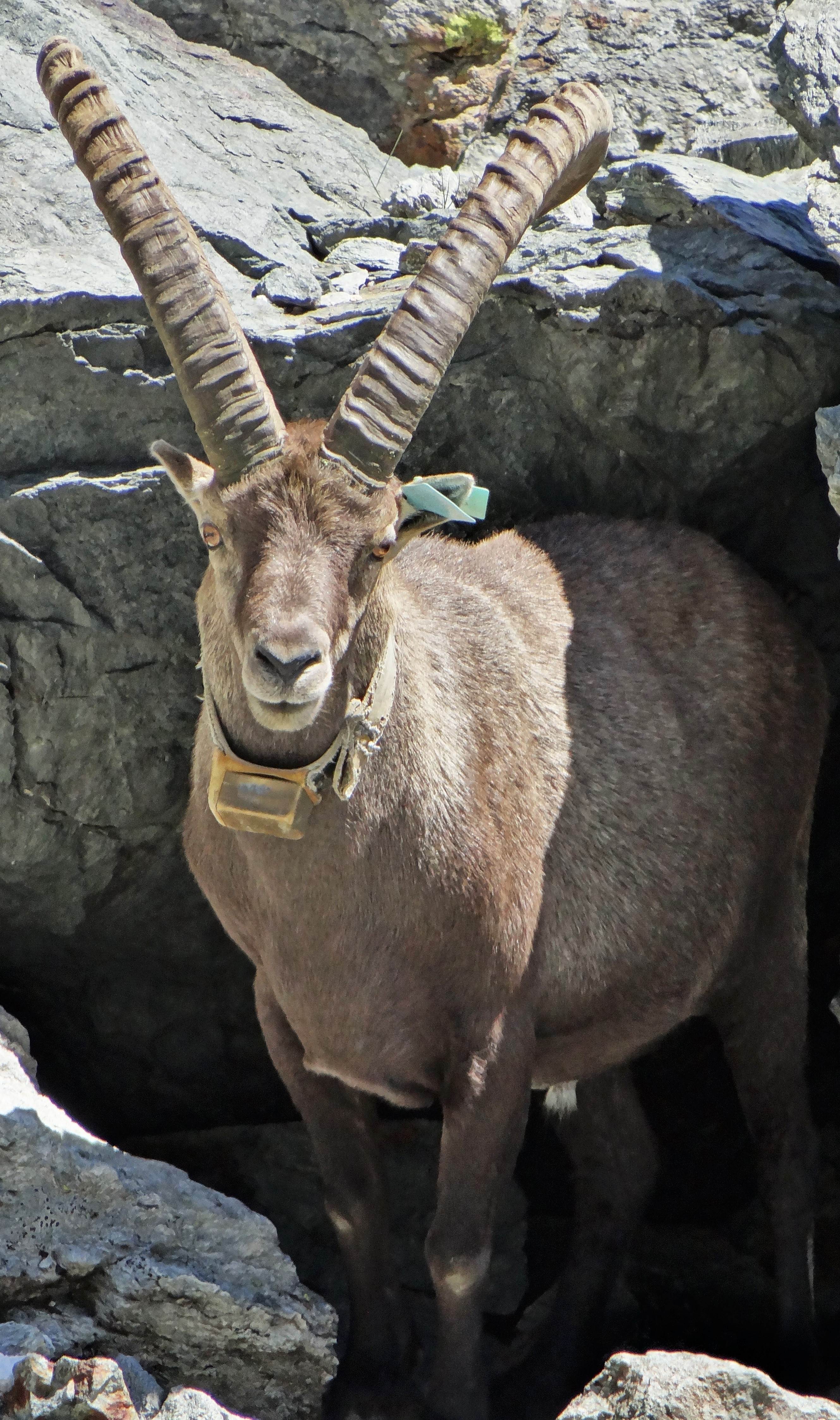
Bouquetin dans le Parc National de la Vanoise portant un collier émetteur.

Un collier émetteur est, le plus souvent, un collier utilisé à des fins scientifiques afin de localiser ou de pister un animal sauvage. Les informations recueillies par ce type de matériel permettent par exemple de connaître l'étendue d'un territoire mais également de repérer facilement l'animal afin de s'en approcher et de l'observer.
Pour certains types d'animaux, il n'est pas possible physiquement de poser un collier, c'est par exemple le cas des baleines. Une balise radio est alors collée directement sur la peau de l'individu choisi.
La technologie du collier émetteur peut être basée sur les ondes radio, sur le radar ou encore sur le GPS. Elle est parfois utilisée sur des animaux domestiques par des propriétaires soucieux de retrouver leur animal rapidement, notamment les chiens courants, qui sont susceptibles de se perdre lors de parties de chasse : on parle alors de collier de repérage, à ne pas confondre avec un collier de dressage.